# Kaksoset (ö i Norra Savolax, Nordöstra Savolax, lat 63,14, long 28,36)
Kaksoset är en ö i Finland. Den ligger i sjön Vuotjärvi och i kommunen Kuopio (tidigare Juankoski) i den ekonomiska regionen  Nordöstra Savolax ekonomiska region  och landskapet Norra Savolax, i den centrala delen av landet, 400 km nordost om huvudstaden Helsingfors. Öns area är 0,3 hektar och dess största längd är 120 meter i nord-sydlig riktning.